# Lanicides physa
Lanicides physa är en ringmaskart som beskrevs av Anne D. Hutchings 1993. Lanicides physa ingår i släktet Lanicides och familjen Terebellidae. Inga underarter finns listade i Catalogue of Life.